# Nicole Frank (Schwimmerin)
Nicole „Niky“ Frank Rodriguez (* 8. September 2003) ist eine uruguayische Schwimmerin.

## Karriere
Frank begann in jungen Jahren mit dem Schwimmen und dem Gerätturnen. Im Juli 2018 nahm sie als 14-Jährige zum ersten Mal an den uruguayischen Landesmeisterschaften teil, im November 2008 an den Schwimmsüdamerikameisterschaften. Bei den Junioren-Südamerikameisterschaften im April 2019 gewann Frank über 200 Meter Lagen die Bronzemedaille. Im Juli 2019 nahm sie an den Schwimmweltmeisterschaften im südkoreanischen Gwangju teil; über 200 Meter Lagen erreichte Frank in 2:26,49 min den 33. Platz unter 36 Teilnehmerinnen, über 200 Meter Freistil in 2:11,56 min den 47. Platz unter 61 Teilnehmerinnen. Im August 2019 folgten Teilnahmen an den Panamerikanischen Spielen und den Jugend-Schwimmweltmeisterschaften im ungarischen Budapest. Anfang Mai 2021 konnte sich Frank bei einem Wettbewerb in Clermont (Florida) über 200 Meter Lagen für die aufgrund der COVID-19-Pandemie verschobenen Olympischen Sommerspiele im japanischen Tokio qualifizieren. Bei den Qualifikationswettkämpfen stellte sie drei nationale Rekorde über 100 Meter Brust (1:12,70 min), 200 Meter Lagen (2:18,24 min) sowie 400 Meter Lagen (4:57,26 min) auf. Bei den olympischen Schwimmwettbewerben trat Frank am 26. Juli 2021 im ersten Vorlauf neben der Serbin Anja Crevar und der Peruanerin McKenna de Bever über 200 Meter Lagen an. Sie erreichte hinter beiden Konkurrentinnen nach 2:18,93 min das Ziel; damit belegte Frank den 27. und letzten Platz aller in den Vorläufen gestarteten Schwimmerinnen.
Nicole Frank besucht die Cypress Bay High School in Weston (Florida). Sie ist die Enkelin von Angelika Rädche Hartwig. Die deutschstämmige Großmutter soll als Freistilschwimmerin deutsche Meisterin und Europameisterin gewesen sein und sich für die abgesagten Olympischen Sommerspielen 1940 qualifiziert haben.